# Giselbert von Warendorf
Giselbert von Warendorf (* um 1140; † nach 1201) ist einer der ersten Lübecker Bürgermeister. In der Ratslinie von Emil Ferdinand Fehling wird er als Nr. 30 geführt.

## Leben
Giselbert von Warendorf wanderte von Warendorf/Westfalen in das neu gegründete Lübeck aus. Er gilt als Stammvater der Lübecker Familie von Warendorf A im Gegensatz zur weiteren, aus Münster eingewanderten Ratsfamilie von Warendorf B, als deren Stammvater Burchard von Warendorf gilt. Erster Bürgermeister der Familie von Warendorf B wurde Hermann von Warendorf (Nr. 305 der Ratslinie).
Während seiner Regierungszeit als Bürgermeister war er Lübecker Gesandter bei Friedrich I. „Barbarossa“ (1122–1190).